# Stjerneborg
Stjerneborg  (latinsko Stellæburgus, slovensko: Zvezdni grad) je bil podzemni astronomski observatorij danskega astronoma Tycha de Braheja, ki je stal ob njegovem astronomskem observatoriju Uraniborg na otoku Hven v Øresundu.
Zgrajen je bil okoli leta 1581. Brahe je o tem zapisal:
»Stjerneborg je bil zgrajen delno zato, da bi imel nekaj najpomembnejših inštrumentov na varnem in trdnem mestu, kjer ne bi bili izpostavljeni motečemu vplivu vetra in bi se jih laže uporabljalo, delno pa zato, da bi bil ločen od svojih sodelavcev, ki so bili sicer stalno ob meni. Od zdaj so nekateri opazovali v gradu, drugi pa v tem prostoru in niso mogli takoj primerjali svojih opazovanj, ampak šele takrat, ko sem to želel.«
Podzemne dele observatorija so v 1950-ih odkopali arheologi. Zdaj so prekriti s streho, ki je približno enaka prvotni. Prostori so dostopni za javnost in prizorišče multimedijskih predstav.

## Sklic
1. ↑  Brahe, Tycho (1598). Astronomiæ instauratæ Mechanica. Wandsbek. str. 82–83.